# Kushiro-chō
Kushiro (japanska: 釧路町?, Kushiro-chō) är en landskommun (köping) i Hokkaido prefektur i Japan. Den ligger öster om staden Kushiro. 